# تروفیم لوماکین
تروفیم لوماکین (روسی: Трофим Фёдорович Ломакин؛ ۲ اوت ۱۹۲۴ – ۱۳ ژوئن ۱۹۷۳) وزنه‌بردار اهل اتحاد جماهیر شوروی سوسیالیستی بود.
وی در مسابقات کشوری و بین‌المللی در مجموع برندهٔ ۳ مدال طلا، ۳ مدال نقره شده‌است.